# Gianmaria Pomedello
Gianmaria Pomedello o Giovanni Maria Pomedelli (Villafranca di Verona, 1478 – 1537) è stato un incisore, pittore e medaglista italiano.

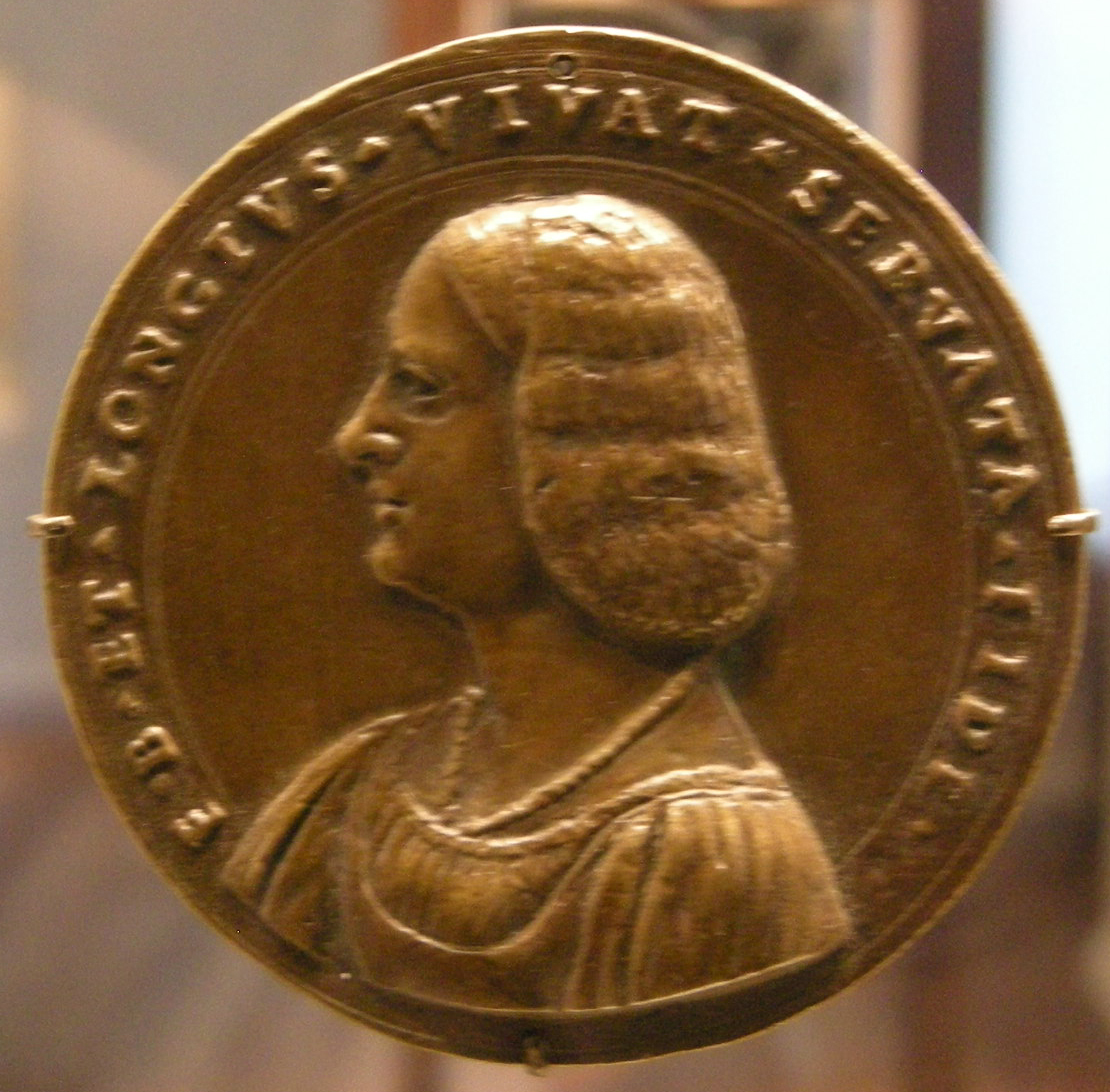
Medaglia di fanciulla ignota, 1500-1530 circa

Pomedello svolse svariate attività nel corso della sua vita. Fu orafo, incisore, medaglista e pittore. Di certa attribuzione ci sono giunte sei stampe, datate tra il 1510 e il 1534. A Verona, nella chiesa di San Tomaso Cantuariense, è conservata una sua tela, La Madonna dello Spasimo, in cui si è rilevata la seguente epigrafe in caratteri romani: «Io. Maria Pomedelus Villafrancorum Aurifex Veronensis F. die XX Decembris MDXXIII». Non sono conosciute altre sue opere pittoriche.
Pomedello ebbe occasione di viaggiare a Roma, dove trasse spunti per alcuni disegni dai reperti dell'Antica Roma. Uno di questi, raffigurante un sarcofago del Pantheon, ebbe particolare fortuna: Giovanni Battista Piranesi ammirò e copiò tale incisione mentre Giovanni Battista Maini si ispirò ad essa per la realizzazione della tomba di papa Clemente XII.